# Norman Hallows
Norman Frederick Hallows (Doncaster, 29 dicembre 1886 – Marlborough, 16 ottobre 1968) è stato un mezzofondista britannico.

## Biografia
Fu medaglia d'oro ai Giochi olimpici di Londra 1908 nella 3 miglia a squadre, mentre conquistò la medaglia di bronzo nei 1500 metri.
Si laureò in medicina all'università di Leeds e completò la sua formazione presso il St Thomas' Hospital. Nel 1912-1913 partì con la Croce Rossa per fare servizio durante la prima guerra balcanica; durante la prima guerra mondiale servì il suo paese con il grado di capitano nel Royal Army Medical Corps.
Dopo il 1919, insieme a Ian Bradley scrisse una serie di libri sulla meccanica leggera sotto lo pseudonimo di Duplex.

## Record nazionali
- 1500 metri: 4'03"4  ( Stoccolma, 1908)

## Palmarès
| Anno | Manifestazione  | Sede   | Evento             | Risultato | Prestazione | Note  |
| ---- | --------------- | ------ | ------------------ | --------- | ----------- | ----- |
| 1908 | Giochi olimpici | Londra | 1500 metri         | Bronzo    | 4'04"0      | [ 1 ] |
| 1908 | Giochi olimpici | Londra | 3 miglia a squadre | Oro       | 6 punti     |       |